# Thrasyopsis
Thrasyopsis es un género de plantas herbáceas de la familia de las gramíneas o poáceas. Es originario de Brasil. Comprende 3 especies descritas y de estas, solo 2 aceptadas.

## Taxonomía
El género fue descrito por Lorenzo R. Parodi y publicado en Boletín de la Sociedad Argentina de Botánica 1(4): 293. 1946. La especie tipo es: Thrasyopsis rawitscheri Parodi.  

## Especies aceptadas
A continuación se brinda un listado de las especies del género Thrasyopsis aceptadas hasta noviembre de 2014, ordenadas alfabéticamente. Para cada una se indica el nombre binomial seguido del autor, abreviado según las convenciones y usos.	
- Thrasyopsis juergensii (Hack.) Soderstr. ex A.G.Burm.
- Thrasyopsis repanda (Nees) Parodi